# 니시난고촌
니시난고촌(일본어: 西南郷村)은 일본 시즈오카현의 서부, 사야군 오가사군에 속했던 촌이다. 현재의 도카이도 본선 가케가와역의 서쪽에서 남쪽으로 이어지는 지역이다.

## 역사
- 1889년 4월 1일 - 정촌제 새행에 의해 사야군 니시난고촌이 성립하였다.
- 1896년 4월 1일 - 군 개편에 의해 니시난고촌은 사야군에서 오가사군으로 변경되었다.
- 1951년 4월 1일 - 가케가와정에 편입해, 동일 니시난고촌은 폐지되었다.

## 교통

### 도로
현재는 도메이 고속도로 오가사 휴게소의 하행선에 위치해 있지만, 당시에는 미개통 상태였다.

## 참고 문헌
- 角川日本地名大辞典編纂委員会,『角川日本地名大辞典 22 静岡県』, 角川書店, 1978年, ISBN 4040012208